# العلاقات المارشالية الكينية
العلاقات المارشالية الكينية هي العلاقات الثنائية التي تجمع بين جزر مارشال وكينيا.

## مقارنة بين البلدين
هذه مقارنة عامة ومرجعية للدولتين:
| وجه المقارنة                                              | جزر مارشال                     | كينيا                         |
| --------------------------------------------------------- | ------------------------------ | ----------------------------- |
| المساحة (كم2)                                             | 181                            | 581.31 ألف                    |
| عدد السكان (نسمة)                                         | 53.13 ألف                      | 48.47 مليون                   |
| الكثافة السكانية (ن./كم²)                                 | 29.35 ألف                      | 83.38                         |
| العاصمة                                                   | ماجورو                         | نيروبي                        |
| اللغة الرسمية                                             | لغة إنجليزية، اللغة المارشالية | اللغة السواحلية، لغة إنجليزية |
| العملة                                                    | دولار أمريكي                   | شيلينغ كيني                   |
| الناتج المحلي الإجمالي (بليون دولار)                      | 199.40 مليون                   | 74.94 مليار                   |
| الناتج المحلي الإجمالي (تعادل القوة الشرائية) بليون دولار | 207.25 مليون                   | 142.24 مليار                  |
| الناتج المحلي الإجمالي الاسمي للفرد دولار أمريكي          | 3.38 ألف                       | 1.38 ألف                      |
| الناتج المحلي الإجمالي للفرد دولار أمريكي                 | 3.80 ألف                       | 2.95 ألف                      |
| مؤشر التنمية البشرية                                      |                                | 0.548                         |
| رمز المكالمات الدولي                                      | +692                           | +254                          |
| رمز الإنترنت                                              | .mh                            | .ke                           |
| المنطقة الزمنية                                           | ت ع م+12:00                    | ت ع م+03:00                   |

## منظمات دولية مشتركة
يشترك البلدان في عضوية مجموعة من المنظمات الدولية، منها:
| علم المنظمة | اسم المنظمة                                 | تاريخ انضمام جزر مارشال | تاريخ انضمام كينيا |
| ----------- | ------------------------------------------- | ----------------------- | ------------------ |
|             | البنك الدولي للإنشاء والتعمير               | 21 مايو 1992            | 3 فبراير 1964      |
|             | يونسكو                                      | 30 يونيو 1995           | 7 أبريل 1964       |
|             | الاتحاد الدولي للاتصالات                    | 22 فبراير 1996          | 11 أبريل 1964      |
|             | مؤسسة التمويل الدولية                       | 23 سبتمبر 1992          | 3 فبراير 1964      |
|             | منظمة الشرطة الجنائية الدولية               | ?                       | ?                  |
|             | مؤسسة التنمية الدولية                       | 19 يناير 1993           | 3 فبراير 1964      |
|             | الأمم المتحدة                               | 17 سبتمبر 1991          | 16 ديسمبر 1963     |
|             | مجموعة دول أفريقيا والكاريبي والمحيط الهادئ | ?                       | ?                  |
|             | منظمة حظر الأسلحة الكيميائية                | ?                       | ?                  |

## وصلات خارجية
- موقع وزارة الخارجية الكينية